# In the Dark (Purple-Disco-Machine-Lied)
In the Dark (englisch für „Im Dunkeln“) ist ein Lied des deutschen DJs und Musikproduzenten Purple Disco Machine, in Zusammenarbeit mit der britischen Indie-Pop-Band Sophie and the Giants. Das Stück ist die siebte Singleauskopplung aus Purple Disco Machines zweitem Studioalbum Exotica.

## Entstehung und Artwork
In the Dark wurde von Purple Disco Machine (Tino Schmidt), Sophie-and-the-Giants-Mitglied Sophie Scott sowie den Koautoren José Coelho, Ed Cosens, Olivia Sebastianelli, Ryan Sewell und Dimitri Tikovoï geschrieben. Die Produktion erfolgte eigens durch Purple Disco Machine. Abgemischt wurde das Lied durch David Paulicke von Trigonomics in Hamburg.
Auf dem Frontcover der Single sind – neben Künstlernamen und Liedtitel – Scott und Purple Disco Machine zu sehen. Es zeigt die beiden ab der Brust aufwärts vor einem rötlichen Hintergrund.

## Veröffentlichung und Promotion
Die Erstveröffentlichung von In the Dark erfolgte als digitale Single zum Download und Streaming am 21. Januar 2022. Sie erschien als Einzeltrack unter dem Musiklabel Columbia Records und wurde durch Sony Music Publishing vertrieben. Verlegt wurde das Lied durch 23rd Precint Music, S&TG Touring und Various Songs sowie den Subverlag Kobalt Music Publishing. In the Dark erschien als siebte Singleauskopplung aus Purple Disco Machines zweitem Studioalbum Exotica beziehungsweise erschien es auf der „Deluxe-Version“ am 4. März 2022.
Am 28. Januar 2022 erschien eine digitale 3-Track-Single, die um einen sogenannten „Club Dub Mix“ und einem „Extended Mix“ zu In the Dark erweitert wurde. Zeitgleich erschien auch eine digitale 2-Track-Single, die nur die beiden Remixversionen beinhaltet. Einen Tag später erschien In the Dark als CD-Single in Deutschland. Diese besteht aus drei Titeln und beinhaltet neben dem Original einen Remix vom britischen DJ Ron Basejam sowie vom niederländischen DJ Oliver Heldens. Am 18. Februar 2022 erschien der Remix von Oliver Heldens als digitaler Einzeltrack. Der Remix von Ron Basejam erschien ebenfalls als digitale Single am 11. März 2022, diese erschien als 2-Track-Single mit einem weiteren Remix von Basejam.
Die Ankündigung zur Veröffentlichung von In the Dark erfolgte am 10. Januar 2022 über die sozialen Medien von Purple Disco Machine. Er setzte dabei folgenden Beitrag ab: „We’re still blown away by the success of Hypnotized and can not thank you enough for all your love and support. So we thought “Why not do another one?” Are you ready for In the Dark? Out on January 21st!“ (englisch für „Wir sind immernoch vom Erfolg von Hypnotized überwältigt und können euch nicht genügend für eure Liebe und Unterstützung danken. Also dachten wir, wieso nicht noch einen machen? Seid ihr bereit für In the Dark? Erscheint am 21. Januar 2021“).
Remixversionen
- 2022: In the Dark (Club Dub Mix)
- 2022: In the Dark (Extended Mix)
- 2022: In the Dark (Oliver Heldens Extended Remix)
- 2022: In the Dark (Oliver Heldens Remix)
- 2022: In the Dark (Ron Basejam Dub Mix)
- 2022: In the Dark (Ron Basejam Extended Remix)

## Hintergrund
Bei In the Dark handelt es sich bereits um die zweite Zusammenarbeit zwischen Purple Disco Machine und Sophie and the Giants. Im Jahr 2020 erschien mit dem Lied Hypnotized das erste gemeinsame Werk. Das Stück erschien erstmals als Single am 8. April 2020 und ist Teil der Originalversion von Exotica. Die Single avancierte zum Nummer-eins-Hit in Polen und erreichte Top-10-Platzierungen in Belgien (Flandern und Wallonien), Italien oder der Niederlande. Europaweit bekam die Single diverse Schallplattenauszeichnungen, darunter 5-fach-Platin in Italien oder Doppelplatin-Schallplatten in Frankreich, Polen und Ungarn. Den Schallplattenauszeichnungen zufolge verkaufte sich Hypnotized über eine Million Mal.

## Inhalt
Der Liedtext zu In the Dark ist in englischer Sprache verfasst und bedeutet ins Deutsche übersetzt so viel wie „Im Dunkeln“. Die Musik und der Text wurden gemeinsam von José Coelho, Ed Cosens, Purple Disco Machine, Sophie Scott, Olivia Sebastianelli, Ryan Sewell und Dimitri Tikovoï geschrieben beziehungsweise komponiert. Musikalisch bewegt sich das Lied im Bereich der elektronischen Tanzmusik, stilistisch in den Bereichen des House und Nu-Disco. Das Tempo beträgt 116 Schläge pro Minute. Die Tonart ist fis-Moll. Inhaltlich handelt das Lied von einer gescheiterten, unglücklichen Liebe.
Aufgebaut ist das Lied auf zwei Strophen, einem Refrain und einer Bridge. Es beginnt mit der ersten Strophe, die sich aus vier Zeilen zusammensetzt. An die erste Strophe schließt sich zunächst der sogenannte „Pre-Chorus“ an, ehe der Hauptteil des Refrains einsetzt. Der gleiche Vorgang wiederholt sich mit der zweiten Strophe. Auf den zweiten Refrain folgt die Bridge, mit den sich wiederholenden Zeilen: „Ooh-ooh, am I going under? Ooh-ooh, should my heart surrender?“ (englisch für „Ooh-ooh, gehe ich unter? Ooh-ooh, sollte mein Herz aufgeben?“). Nach der Bridge folgt zum Abschluss nochmals der Refrain, der diesmal direkt mit dem Hauptteil beginnt. Das Lied endet zum Ausklang mit dem sogenannten „Post-Chorus“, der eine Wiederholung der Bridge ist. Der Hauptgesang des Liedes stammt von Sophie-and-the-Giants-Sängerin Sophie Scott, Purple Disco Machine wirkt lediglich als Produzent an dem Stück mit.
| „I’ve been left in the dark. Standing cold in the night. Memories of your taste, I’ve been holding on tight. Falling apart and I’m living a lie. All of this time, I’ve been loving a lie.“ – Refrain, Originalauszug | „Ich wurde im Dunkeln verlassen. Stehe frierend in der Nacht. Ich habe mich an Erinnerungen deines Geschmacks festgehalten. Ich zerfalle und lebe eine Lüge. Die ganze Zeit habe ich eine Lüge geliebt.“ – Refrain, Übersetzung |

## Musikvideo
Das Musikvideo zu In the Dark feierte seine Premiere auf YouTube am 21. Januar 2022. Die Dreharbeiten erfolgten im Tanzlokal Café Keese in Berlin-Charlottenburg. Zu sehen ist die Geschichte einer verbotenen Liebe, in einer kalten, regnerischen Nacht im Ost-Berlin der DDR. Es zeigt Purple Disco Machine als Teil eines Ermittlerduos, dass auf der Suche nach Sophie Scott ist. Er und sein Partner Harvey (Jörg Westphal) schließen für die Ermittlung einen „Senior Agent“ (Felix Mayr) ein, den sie auf der Rückbank ihres Wartburg 312 instruieren. Dieser macht Sophie in einem Nachtklub ausfindig und beobachtet sie dort während eines Liveauftritts. Am Ende des Auftritts begibt er sich auf die Bühne, küsst Sophie und zieht seine Waffe, um mit ihr flüchten zu können. Draußen überlisten die beiden das Ermittlerduo mittels Raucherzeuger, der einen lilafarbenen Nebel erzeugt und dem Ermittlerduo das Bewusstsein raubt. Das Video endet mit der Flucht des Agenten und Sophie, in der Wartburg des Ermittlerduos. Die Gesamtlänge des Videos beträgt 3:09 Minuten. Regie führte der deutsch-russische Filmemacher Dimitri Tsvetkov. Bis August 2025 zählte das Musikvideo über 63 Millionen Aufrufe bei YouTube.

## Mitwirkende
| Liedproduktion - José Coelho: Komponist, Liedtexter - Ed Cosens: Komponist, Liedtexter - David Paulicke: Abmischung - Tino Schmidt (Purple Disco Machine): Komponist, Liedtexter, Musikproduzent - Sophie Scott: Gesang, Komponist, Liedtexter - Olivia Sebastianelli: Komponist, Liedtexter - Ryan Sewell: Komponist, Liedtexter - Dimitri Tikovoï: Komponist, Liedtexter Unternehmen - 23rd Precint Music: Verlag - Columbia Records: Musiklabel - Kobalt Music Publishing: Verlag - S&TG Touring: Verlag - Sony Music Publishing: Vertrieb - Stink Films: Filmproduzent (Musikvideo) - Trigonomics: Tonstudio - Various Songs: Verlag | Musikvideo - Maike Albeck: Visagist - Marianka Benesch: Stylist - Mara MacEwan: Filmproduzent - Madlen Folk: Ausführender Produzent - Arash Maleki Ghomi: Digital Imaging Technician - Maximilian Hirsch: Szenenbildner - Christoph Hövel: Kameraassistent - Florian Huelbing: Produktionsassistent - Max Langer: Lichttechniker - Lasse Liebelt: Steadicam - Moriya Matityahu: Regieassistent - Felix Mayr: Schauspieler - Erika Neumann: Visagist - Julian Richberg: Online-Editing - Jonas Schneider: Kameramann - Peter Schulz: Colorist, Filmeditor - Tarek Tabet: Oberbeleuchter - Dimitri Tsvetkov: Regisseur - Jörg Westphal: Schauspieler |

## Rezeption

### Rezensionen
Jason Lipshutz vom US-amerikanischen Billboard-Magazin führte In the Dark in der Liste der „10 Cool New Pop Songs“. Es beschrieb das Stück als „noch faszinierender“ als Hypnotized und beschrieb den Gesang von Sophie als „fetzig“.
Natalie Driever von 1 Live beschrieb In the Dark als „funkigen Disco-Hit“ und „tanzbaren Track“, der den unverkennbaren „Deep-Funk-Sound“ von Purple Disco Machine beibehalte, von „80s-Synth-Elementen“ begleitet werde und durch Sophie’s tiefen Gesang einen „leicht düsteren Touch“ bekäme.

### Charts und Chartplatzierungen
In the Dark erreichte erstmals am 18. Februar 2022 auf Rang 72 die deutschen Singlecharts und platzierte sich insgesamt 35 Wochen in den Top 100, letztmals am 6. Januar 2023. Seine beste Chartplatzierung verzeichnete das Lied am 8. April 2022 mit Rang zwölf. In den Midweekcharts vom 6. April 2022 erreichte das Lied noch Rang zehn. Darüber hinaus erreichte In the Dark für sechs Wochen die Chartspitze der Airplaycharts sowie ebenfalls für mehrere Wochen die Chartspitze der Downloadcharts, Rang zwei der Dancecharts, wo es sich lediglich Where Are You Now (Lost Frequencies feat. Calum Scott) geschlagen geben musste und Rang 19 der Streamingcharts. In Österreich konnte sich die Single 24 Wochen in den Charts platzieren und erreichte mit Rang 26 seine beste Platzierung. In der Schweiz erreichte In the Dark mit Rang 40 seine Höchstplatzierung und hielt sich 28 Wochen in den Top 100. In den Vereinigten Staaten verfehlte das Lied den Sprung in die Billboard Hot 100, konnte sich jedoch auf Rang 37 der Dance/Electronic Songs platzieren. Neben den Charterfolgen in den D-A-CH-Staaten erreichte die Single die Chartspitze in Bulgarien sowie Top-10-Platzierungen in Belgien (Flandern und Wallonien), der Niederlande und Polen. 2022 belegte das Lied Rang 45 der deutschen Single-Jahrescharts sowie Rang 61 in Österreich und Rang 75 in der Schweiz. In den deutschen Airplay-Jahrescharts belegte In the Dark im Jahr 2022 Rang eins, damit war es der meistgespielte Radiotitel des Jahres.
Für Purple Disco Machine ist In the Dark nach Hypnotized, Fireworks und Dopamine je der vierte Charterfolg als Autor, Interpret und Musikproduzent in Deutschland und Österreich. In der Schweiz ist es in allen Funktionen nach Hypnotized und Fireworks der dritte Charthit. Sophie and the Giants platzierte nach Hypnotized zum zweiten Mal einen Titel in den Singlecharts aller drei Länder. Für Tikovoï als Autor ist es der erste Charterfolg in allen Ländern, er erreichte zuvor als Produzent für Leslie Clio oder Placebo die Singlecharts. Die weiteren Autoren Coelho, Cosens, Sebastianelli und Sewell erreichten tätigkeitsübergreifend erstmals die Charts. In den deutschen Airplaycharts ist es nach Fireworks und Dopamine der dritte Nummer-eins-Hit für Purple Disco Machine; Sophie and the Giants führte hiermit erstmals die Radiocharts an.
| ChartsChartplatzierungen | Höchstplatzierung | Wochen |
| ------------------------ | ----------------- | ------ |
| Deutschland (GfK)        | 12 (35 Wo.)       | 35     |
| Österreich (Ö3)          | 26 (24 Wo.)       | 24     |
| Schweiz (IFPI)           | 40 (28 Wo.)       | 28     |

| ChartsJahrescharts (2022) | Platzierung |
| ------------------------- | ----------- |
| Deutschland (GfK)         | 45          |
| Österreich (Ö3)           | 61          |
| Schweiz (IFPI)            | 75          |

### Auszeichnungen für Musikverkäufe
Im Januar 2023 erreichte In the Dark im ersten Land Platinstatus für über 100.000 verkaufte Einheiten in Italien. Während es für Sophie and the Giants nach Hypnotized die zweite ausgezeichnete Single in Italien ist, bekam Purple Disco Machine bereits für die Singles Hypnotized, Fireworks und Dopamine sowie die Produktionen Ma stasera und Mi fiderò (beide für Marco Mengoni) Plattenauszeichnungen. Im März 2023 folgte Platinstatus in Österreich, nachdem es bereits im August 2022 Gold verliehen bekam. Hier ist es nach Hypnotized und Fireworks die dritte Single, die mindestens Goldstatus erreichte. In Deutschland bekam das Lied im September 2022 eine Goldene Schallplatte für über 200.000 verkaufte Einheiten. Sowohl für Purple Disco Machine als auch für Sophie and the Giants ist dies nach Hypnotized die zweite ausgezeichnete Single in Deutschland. Im August 2022 erreichte In the Dark ebenfalls Goldstatus in der Schweiz, auch hier ist es nach Hypnotized und Fireworks die dritte Single, die mindestens diesen Status erreichte. Europaweit bekam die Single zwei Goldene und sechs Platin-Schallplatten für über 598.000 verkaufte Einheiten.
| Land/Region        | Auszeichnungen für Musikverkäufe (Land/Region, Auszeichnung, Verkäufe) | Verkäufe |
| ------------------ | ---------------------------------------------------------------------- | -------- |
| Deutschland (BVMI) | Gold                                                                   | 200.000  |
| Frankreich (SNEP)  | Platin                                                                 | 200.000  |
| Italien (FIMI)     | Platin                                                                 | 100.000  |
| Österreich (IFPI)  | Platin                                                                 | 30.000   |
| Polen (ZPAV)       | Platin                                                                 | 50.000   |
| Schweiz (IFPI)     | Gold                                                                   | 10.000   |
| Ungarn (MAHASZ)    | 2× Platin                                                              | 8.000    |
| Insgesamt          | 2× Gold · 6× Platin ·                                                  | 598.000  |

## Coverversionen
Die deutsche Popsängerin Joana Zimmer sang das Lied, in ihrer Rolle als „Galax’Sis“, im Rahmen der ProSieben-Musikshow The Masked Singer am 2. April 2022.